# Stars & Stripes 87
Le yacht Stars & Stripes 87 (US-55) était le challenger américain lors de la Coupe de l'America (America's Cup) du San Diego Yacht Club en 1987 se déroulant à Fremantle contre le defender australien Kookaburra III du Royal Perth Yacht Club.

## Construction
Stars & Stripes 87 est un monocoque de série internationale 12 Metre répondant à la norme internationale Third Rule America's Cup.
Il a été construit en 1986. C'est le cinquième bateau de l'écurie Sail America Foundation, et le troisième des nouveaux modèles des concepteurs Britton Chance Jr. , Bruce Nelson et David Pedrick. Dennis Conner voulait un bateau construit pour la vitesse en ligne droite, estimant que ce type de bateau serait le plus performant dans les grands vents au large de Fremantle. Stars & Stripes 87 a été créé pour exceller dans les mers fortes et des vents forts attendus à Gage Roads au large de Fremantle. La coque est plus rigide pour affronter des vents (16 nœuds et plus), sans augmentation de poids, la quille possède un bulbe de plomb et une paire de winglets au tiers de la quille.

## Carrière

Guidon du NYYC.

Stars & Stripes 87 a remporté la 2e Coupe Louis-Vuitton  de la Fédération internationale de voile de 12 Metre à Fremantle. Dans la 1re manche, il gagne 11 courses sur 12, le néo-zélandais Kiwi Magic (en) (KZ 7) en remportant une. Dans la seconde manche, il est handicapé par le manque de vent fort. Dans la troisième manche il améliore sa performance, ainsi que dans la quatrième. Tous les bateaux ont subi des modifications au cours des différentes manches, certains avec succès, d'autres pas. Les modifications effectuées sur Stars & Stripes 87 ont systématiquement abouti à des avancées dans la vitesse du bateau, essentiellement grâce à la voilerie mais aussi au travail sur la quille entre les deuxième et troisième manche. Kiwi Magic (KZ-7) a été le meilleur qualifié, suivi par Stars & Stripes 87, U.S.A., French Kiss...
Dans les demi-finales Kiwi Magic (KZ-7) a facilement battu French Kiss par 4-0. Stars & Stripes 87 a eu plus de mal à battre le bateau américain U.S.A.. Pour la finale Kiwi Magic, pourtant le favori, a été battu par Stars & Stripes 87.
La Coupe de l'America a été gagnée par Stars & Stripes 87 skippé par Dennis Conner sur Kookaburra III, skippé par Kevin Parry, par 4 manches à 0.
Stars & Stripes 87 est actuellement basé à Saint-Martin où il peut être loué comme voilier-charter.